# Skandawa

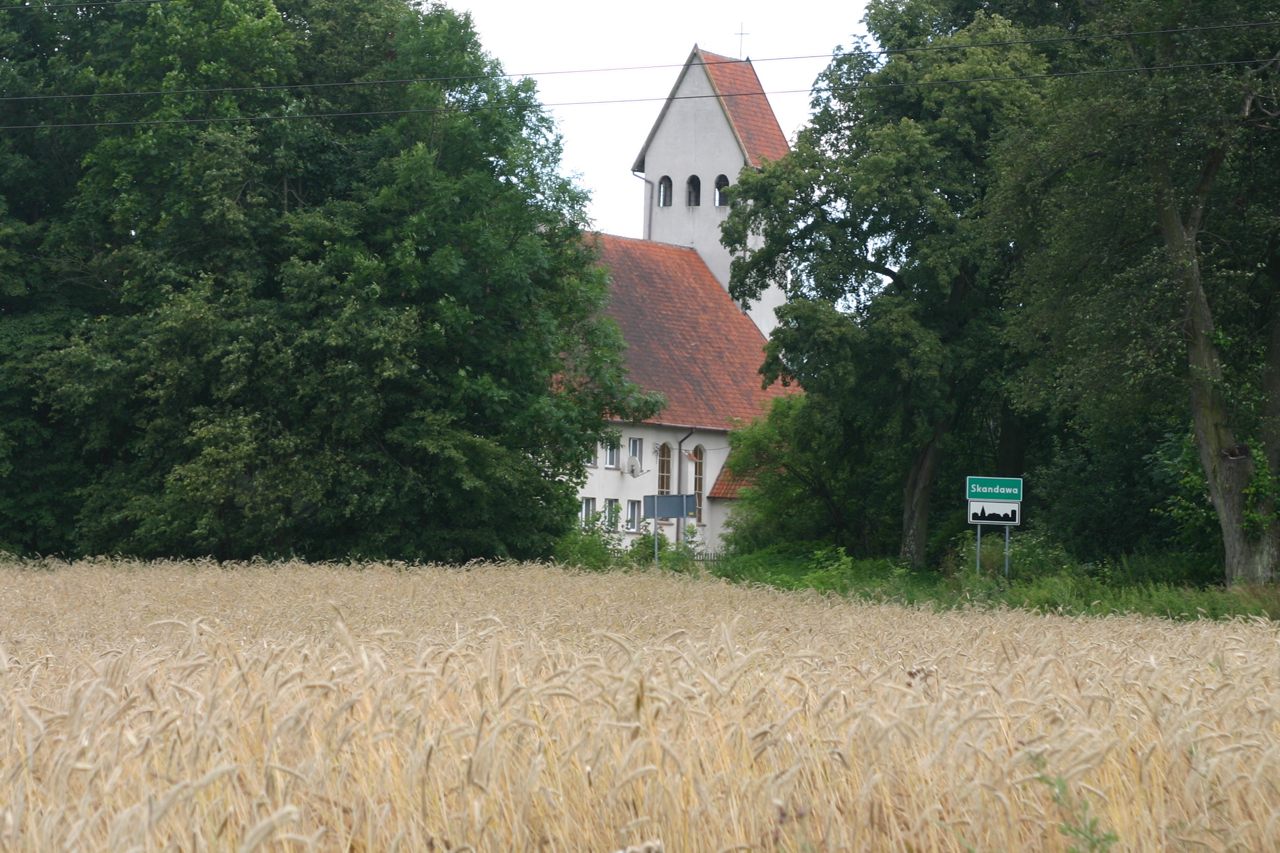
Skandawa (2009)

Skandawa (deutsch Skandau) mit Skandawa (Osada) sind Orte in Polen in der Woiwodschaft Ermland-Masuren. Sie gehören zur Gemeinde Barciany (Barten) im Powiat Kętrzyński (Kreis Rastenburg).

## Geographische Lage
Skandawa liegt im Nordosten Polens, sieben Kilometer südlich der Staatsgrenze zur russischen Oblast Kaliningrad. Benachbarte Ortschaften sind im Norden Momajny, im Osten Frączkowo (Fritzendorf), im Süden Modgarby (Modgarben), im Südwesten Krzeczewo (Sonnenburg) und Silginy (Sillginnen) und im Nordwesten Solkieniki (Solknick). Bis zur einstigen Kreisstadt Gerdauen (heute russisch Schelesnodoroschny) sind es elf Kilometer in nördlicher Richtung, die heutige Kreismetropole Kętrzyn (deutsch Rastenburg) liegt 21 Kilometer südöstlich.
Die Siedlung (polnisch Osada) Skandawa liegt etwa 1000 Meter südlich des Dorfes.

## Geschichte

### Ortsgeschichte

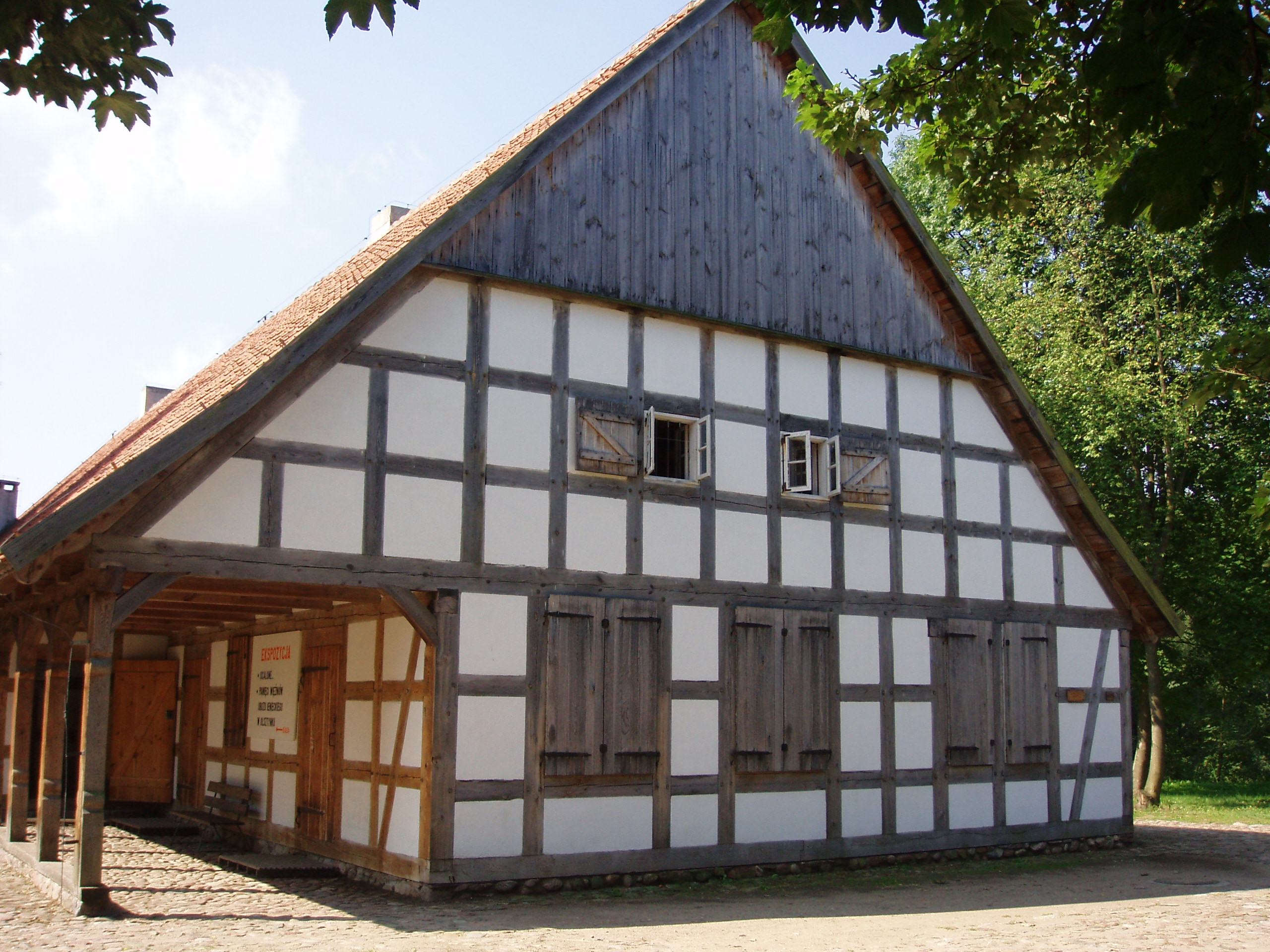
Gasthaus, heute im Freilichtmuseum von Olsztynek (Hohenstein)

Das heutige Skandawa entstand im 14./15. Jahrhundert aus einer Reihe kleinerer Güter. Zwischen 1335 und 1341 gab der Hochmeister des Deutschen Ordens Dietrich von Altenburg drei Haken an die Brüder Santape und Joduthe. 1364 besaß Fritz von Wohnsdorf hier ein Rittergut nach Kulmer Recht. Im darauffolgenden Jahr existierten bereits zwei Rittergüter nach Magdeburger Recht mit einer Fläche von 24 Hufen. 1437 war Hans Schordemer Eigentümer der beiden Rittergüter. Daneben gab es noch ein Gut nach Kulmer Recht mit einer Fläche von 40 Hufen. Im 16. Jahrhundert erwarben die von Egloffsteins Teile von Skandau.
Zwischen 1826 und 1828 wurde ein klassizistisches Gutshaus errichtet. Bauherrin war die Gräfin Sophie von Schwerin; am Bau mitgewirkt hatte auch Karl Friedrich Schinkel. In den Jahren von 1930 bis 1940 wurde das Gebäude umfangreich saniert, im Zweiten Weltkrieg jedoch zerstört und nicht wieder aufgebaut. Das Gut gehörte zuletzt Dietrich Graf von Dönhoff (1902–1991), einem Bruder von Marion Gräfin Dönhoff, der es von seinem Onkel Stanislaus Graf von Dönhoff geerbt hatte. Seine Frau war Karin („Sissi“) von Lehndorff, Schwester des Widerstandskämpfers Heinrich Graf von Lehndorff-Steinort.
Am Ende des Zweiten Weltkrieges marschierte die Rote Armee in das Gebiet ein. Zunächst blieb der Ort Teil des Kreises Gerdauen, da die zukünftige Grenzziehung nicht klar war. Der Kreis wurde zum 1. Januar 1947 aufgelöst und Skandau wurde als „Skandawa“ Teil des neu gebildeten polnischen Powiat Kętrzyński (Kreis Rastenburg). Ein Gemeinderat wurde am 23. April 1947 gebildet. Ab 1954 war das Dorf Sitz einer Gromada, die im Jahr 1960 eine Fläche von 100,62 km² und 2753 Einwohner hatte. 1967 wurde ein medizinischer Versorgungspunkt errichtet und 1974 eine staatliche Landwirtschaftsgenossenschaft (Państwowe Gospodarstwo Rolne, PGR) mit einer zu bewirtschaftenden Fläche von 6.980 Hektar gegründet. 1970 gab es in Skandawa eine Grundschule, die von 38 Kindern besucht wurde, eine Bibliothek sowie ein Kino mit 100 Sitzen. 1973, mit der Auflösung der Gromadas, war der Ort Sitz einer Gemeinde mit elf Schulzenämtern (polnisch Sołectwo) und 41 Ortschaften. Die Schulzenämter waren Asuny (Assaunen), Duje (Doyen, 1938 bis 1945 Dugen), Gradowo (Althagel), Krelikiejmy (Kröligkeim), Lwowiec (Löwenstein), Michałkowo (Langmichels), Modgarby (Modgarben), Mołtajny (Molthainen, 1938 bis 1945 Molteinen), Momajny (Momehnen), Silginy (Sillginnen) und Skandawa selbst. 1977 wurde die Gemeinde aufgelöst, das Schulzenamt Lwowiec kam zur Gemeinde Sępopol (Schippenbeil), die übrigen zur Gemeinde Barciany (Barten) im Powiat Kętrzyński (Kreis Rastenburg), bis 1998 der Woiwodschaft Olsztyn, seither der Woiwodschaft Ermland-Masuren zugehörig.

### Einwohnerentwicklung

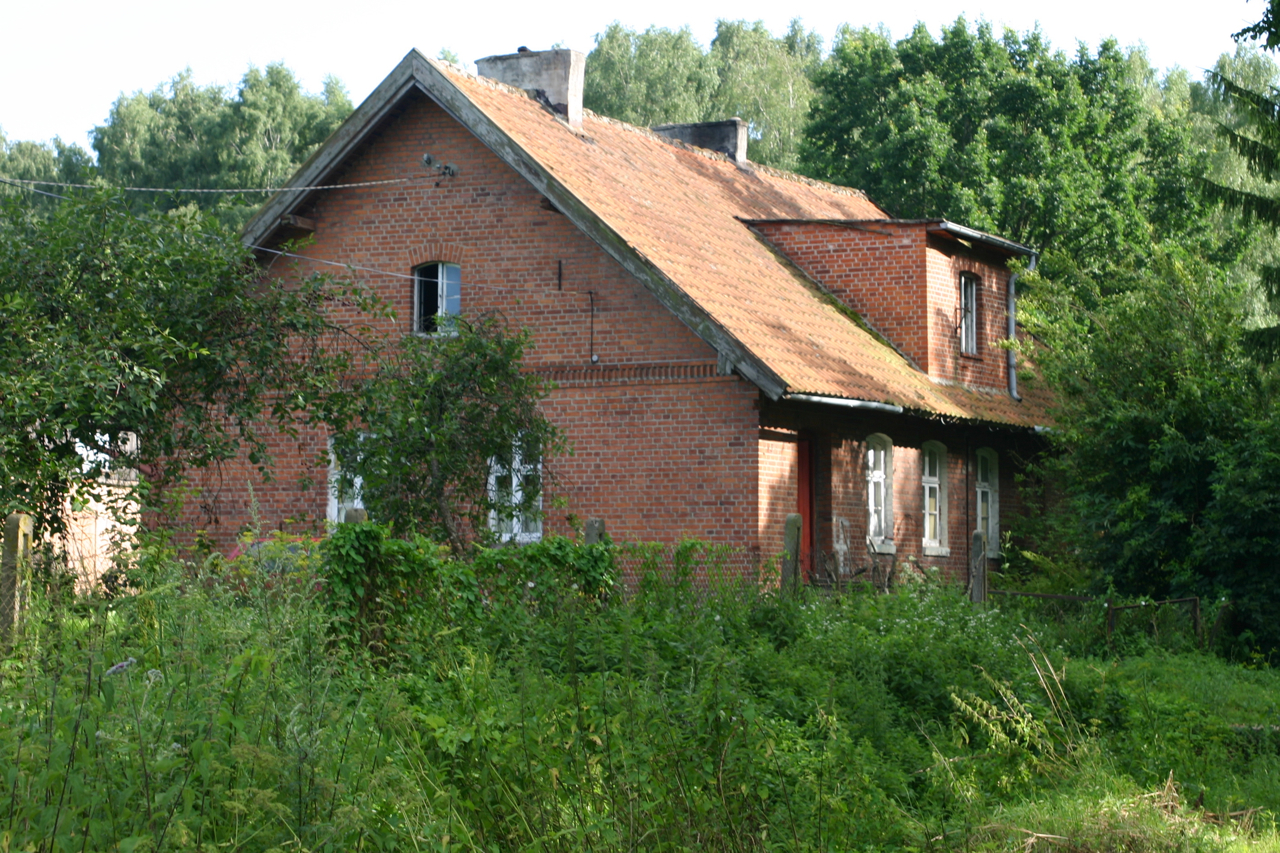
Wohnhaus in Skandawa

Im Jahr 1785 besaßen das Dorf und das zugehörige Vorwerk 26 Wohngebäude. 1910 zählte Skandau 578 Einwohner (im Dorf 154, im Gut 424), 1933 waren es 507 und 1939 hatte der Ort 503 Einwohner. 1970 lebten 267 Menschen in Skandawa. 2011 waren in Skandawa 180 Einwohner registriert.

### Amtsbezirk Skandau (1874–1945)
Am 9. April 1874 bekam Skandau den Status eines Amtsdorfs zugesprochen und wurde somit namensgebend für einen Amtsbezirk im Kreis Gerdauen im Regierungsbezirk Königsberg in der preußischen Provinz Ostpreußen. In den Amtsbezirk waren die Landgemeinde und der Gutsbezirk Skandau als zwei kommunale Einheiten eingegliedert. Als sich am 30. September 1928 beide zur neuen Landgemeinde zusammenschlossen, war sie bis 1945 nur noch alleine Amtsbezirksgemeinde.

## Kirche

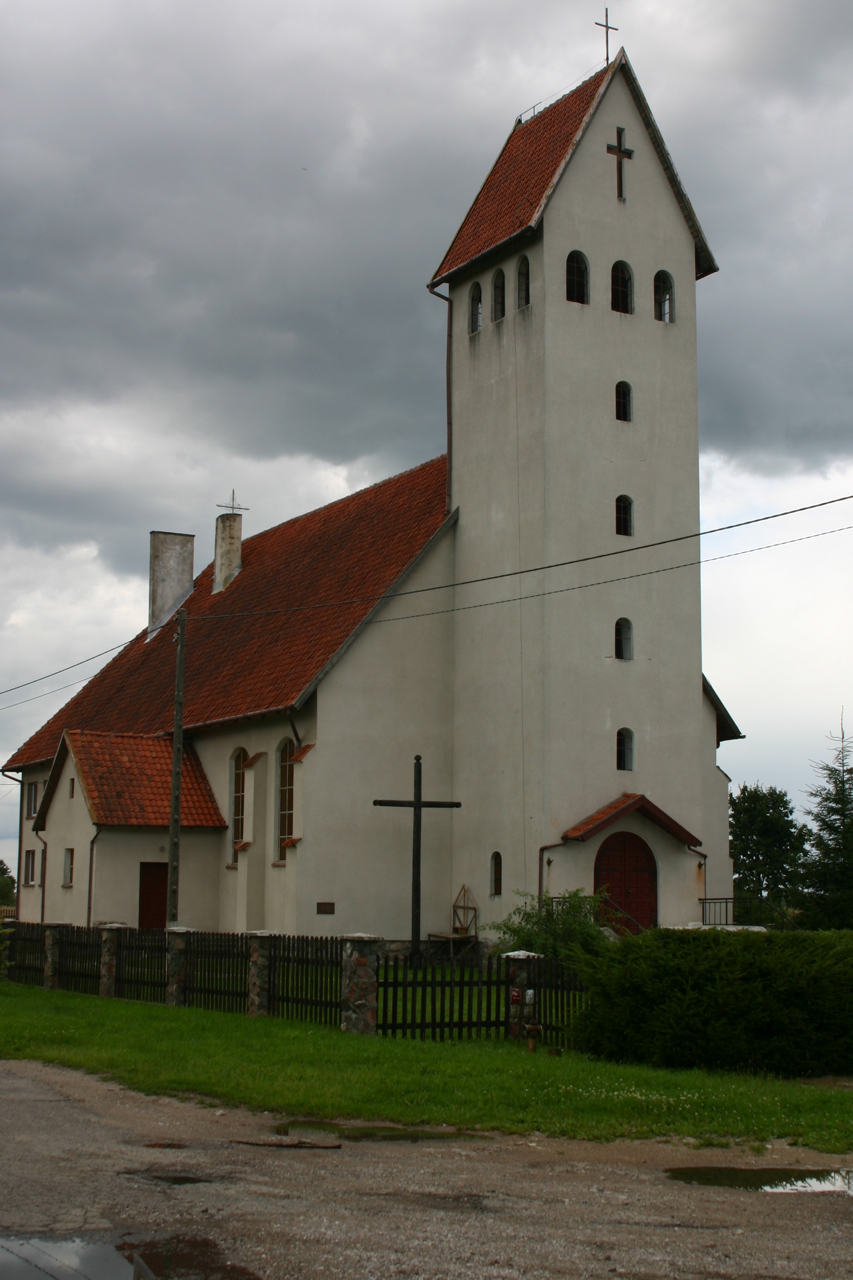
Die katholische St.-Adalbert-Kirche in Skandawa

### Evangelisch
Bis 1945 war Skandau in den Pfarrsprengel der Kirche Laggarben (polnisch Garbno) der vereinten Kirchengemeinden Laggarben-Dietrichsdorf in der Kirchenprovinz Ostpreußen der Kirche der Altpreußischen Union eingepfarrt. Heute gehören Skandawa und die Siedlung Skandawa zur evangelischen Kirchengemeinde in Barciany, einer Filialgemeinde der Johanneskirche in Kętrzyn innerhalb der Diözese Masuren der Evangelisch-Augsburgischen Kirche in Polen.

### Katholisch
Vor 1945 lebten nur wenige Katholiken in Skandau. Sie waren in die weitentfernte Pfarrkirche St. Bruno in Insterburg (heute russisch Tschernjachowsk) eingepfarrt, die zum Dekanat Tilsit (Sowetsk) im damaligen Bistum Ermland gehörte.
Nach 1945 siedelten sich zahlreiche polnische Neubürger in Skandawa an, die fast ausnahmslos der katholischen Konfession zugehörten. Hier entstand in den 1980er Jahren eine eigene katholische Gemeinde, die ein eigenes Gotteshaus errichtete, das dem Adalbert von Prag (polnisch Św. Wojciech) gewidmet ist. Die Gemeinde ist der Pfarrei Momajny im Dekanat Kętrzyn II (Rastenburg Nordost) innerhalb des jetzigen Erzbistums Ermland zugeordnet.

## Verkehr

### Straße
Skandawa liegt an einer Nebenstraße, die in östlicher Richtung über Frączkowo (Fritzendorf) ins vier Kilometer entfernte Kotki (Krausen) führt, wo sie in die Woiwodschaftsstraße 591 (einstige deutsche Reichsstraße 141) mündet. In westlicher Richtung führt eine Straße nach Silginy (Sillginnen) und Krelikiejmy (Kröligkeim), in nordwestlicher nach Solkieniki (Solknick) bzw. nach Momajny (Momehnen) und Rutka (Rauttersfelde).

### Schiene

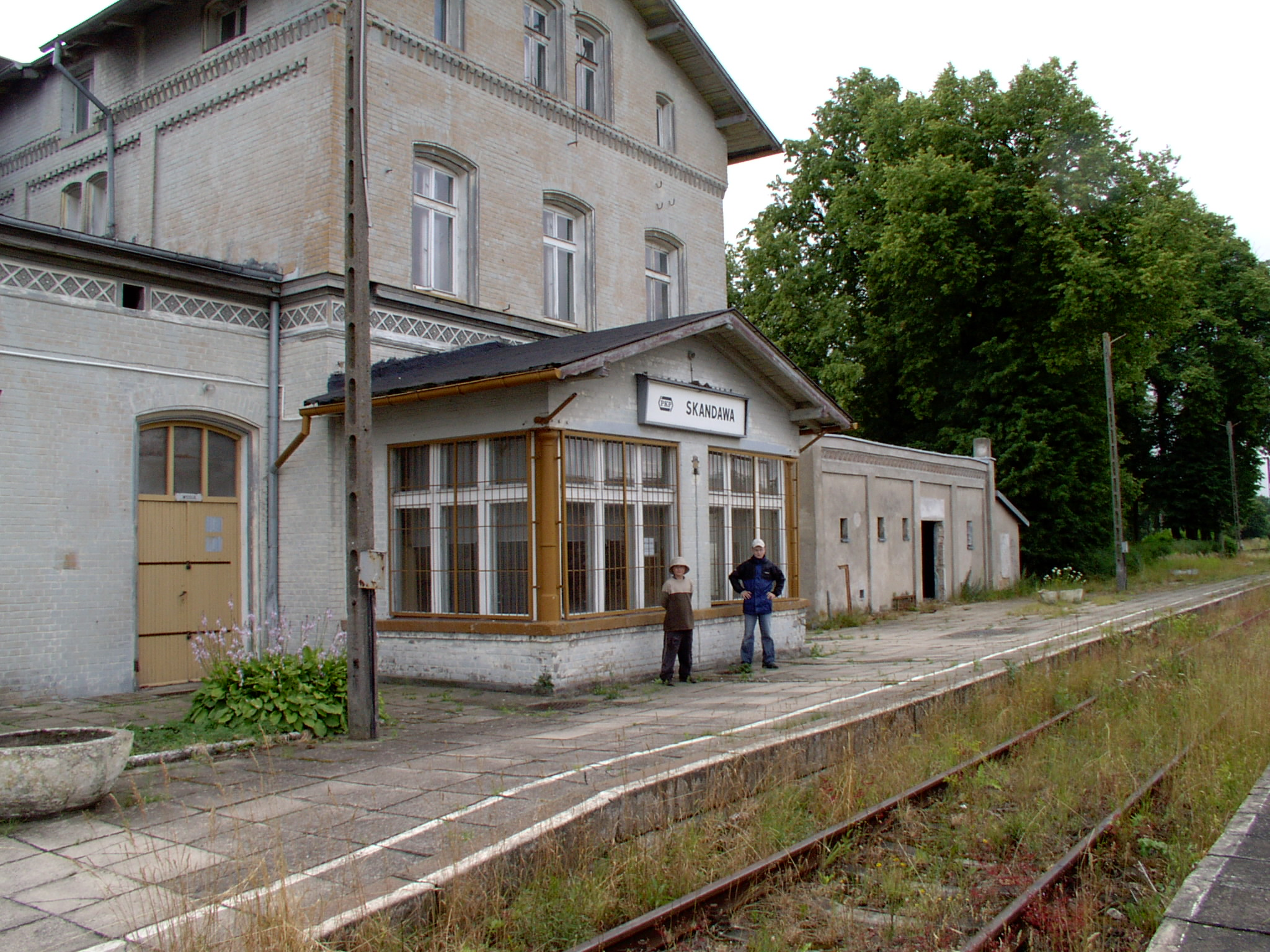
Das verwaiste Bahnhofsgebäude in Skandawa

Der Ort verfügt über eine Bahnstation; diese wird jedoch nicht mehr für regulären Personentransport genutzt. Die Bahnstrecke war Ende des 19. Jahrhunderts angelegt worden und führte im Norden nach Gerdauen (heute russisch Schelesnodoroschny) und weiter bis nach Insterburg (Tschernjachowsk), sowie im Süden nach Korschen (polnisch Korsze) und weiter bis nach Allenstein (Olsztyn) und Thorn (Toruń).
Richtung Korschen wurde der Personenverkehr im Jahr 2000 eingestellt. 2024 verkehrte im Rahmen des Programms "Masuren 2024" am 26. Juli ein Touristik-Sonderzug auf der Strecke.

### Luft
Der nächstgelegene internationale Flughafen ist der Flughafen Kaliningrad, der sich etwa 80 Kilometer nordwestlich auf russischem Hoheitsgebiet – außerhalb der Europäischen Union – befindet und deshalb nur sehr eingeschränkt zu nutzen ist. Der nächste internationale Flughafen auf polnischem Staatsgebiet ist der etwa 180 Kilometer westlich befindliche Lech-Wałęsa-Flughafen Danzig.

## Persönlichkeiten

### Aus dem Ort gebürtig
- Bogislav von Dönhoff (* 24. August 1881 in Skandau), deutscher Diplomat und Politiker († 1961)
- Wolf Wiechert (* 31. März 1938 in Skandau), deutscher Schriftsteller[3]

### Mit dem Ort verbunden
- Stanislaus von Dönhoff (1862–1929), preußischer Kammerherr und Gutsbesitzer in Skandau